# التویلر (کمون)
التویلر (به فرانسوی: Altwiller) یک کمون در فرانسه است که در Unterelsaß واقع شده‌است. التویلر ۱۶٫۲۲ کیلومتر مربع مساحت دارد.